# Usnea silesiaca
Usnea silesiaca är en lavart som beskrevs av Józef Motyka. Usnea silesiaca ingår i släktet Usnea, och familjen Parmeliaceae. Arten är reproducerande i Sverige.